# Jean-Laurent Bonnafé
Jean-Laurent Bonnafé (* 14. Juli 1961 in Clichy) ist ein französischer Bankmanager. Seit 2011 steht er als Generaldirektor (Administrateur Directeur Général) an der Spitze der Großbank BNP Paribas.

## Leben
Bonnafé wurde in Clichy-la-Garenne im heutigen Département Hauts-de-Seine als Sohn des Ingenieurs Jean-Armand Bonnafé und der Juristin Danièle Bonnafé geb. Pierron geboren. Seine Familie stammt aus Albi im Südwesten Frankreichs.
Bonnafé besuchte das renommierte Pariser Lycée Louis-le-Grand und studierte an der École polytechnique und an der École des Mines. Im Jahr 1986 nahm er eine Stelle im Industrieministerium an. 1992 wurde er Mitglied des Stabes des Ministers für Außenhandel Bruno Durieux.
Im Jahr 1993 wechselte er zur Großbank BNP, wo er 1997 zum Leiter der Abteilung für Strategie und Entwicklung wurde. Nach der Fusion mit Paribas im Jahr 2000 leitete er das Projekt der Integration der beiden Unternehmensteile.
Im Jahr 2002 wurde er Mitglied des Executive Committee von BNP Paribas und Leiter des standardisierten Privatkundengeschäfts für Frankreich.
In den Folgejahren war er mehrfach in maßgeblicher Position für das Eingliedern von durch BNP Paribas übernommener anderer Banken tätig, so als Managing Director der italienischen Bank Banca Nazionale del Lavoro (BNL) im Jahr 2008 sowie als CEO der Fortis Bank von 2009 bis 2011.
Bei der Hauptversammlung von BNP Paribas im Mai 2010 wurde Bonnafé in das Board of Directors der BNP-Paribas-Gruppe gewählt. Am 1. Dezember 2011 wurde er von dem Board zum Chief Executive Officer von BNP Paribas ernannt und leitet seitdem in dieser Funktion die Großbank.

## Ehrungen / Auszeichnungen
Jean-Laurent Bonnafé ist seit 2012 Ritter der Ehrenlegion. 2018 wurde er als European Banker of the Year 2017 ausgezeichnet.